# 455 (szám)
A 455 (római számmal: CDLV) egy természetes szám, szfenikus szám, az 5, a 7 és a 13 szorzata; binomiális együttható.

## A szám a matematikában
A tízes számrendszerbeli 455-ös a kettes számrendszerben 111000111, a nyolcas számrendszerben 707, a tizenhatos számrendszerben 1C7 alakban írható fel.
A 455 páratlan szám, összetett szám, azon belül szfenikus szám, kanonikus alakban az 51 · 71 · 131 szorzattal, normálalakban a 4,55 · 102 szorzattal írható fel. Nyolc osztója van a természetes számok halmazán, ezek növekvő sorrendben: 1, 5, 7, 13, 35, 65, 91 és 455.
Tetraéderszám. Dodekaéderszám.
A {\displaystyle _{15 \choose 3}}, illetve {\displaystyle _{15 \choose 12}} binomiális együttható értéke 455.
A 455 négyzete 207 025, köbe 94 196 375, négyzetgyöke 21,33073, köbgyöke 7,69137, reciproka 0,0021978. A 455 egység sugarú kör kerülete 2858,84931 egység, területe 650 388,21911 területegység; a 455 egység sugarú gömb térfogata 394 568 852,9 térfogategység.